# 谷大二
谷 大二（たに だいじ、1953年2月13日 - ）は、日本のカトリック教会司教で、カトリックさいたま教区の前教区長である。洗礼名は「マルセリーノ」。2013年7月27日にさいたま教区長を退任した。

## 経歴
1953年2月13日、兵庫県宝塚市に生まれる。
1986年3月21日に司祭に叙階された。その後カトリック浦和教区（2003年にさいたま教区に改称）の浦和、上尾、川口、館林各教会の主任司祭を歴任し、1993年から浦和教区事務局長を兼任。2000年5月10日、教皇ヨハネ・パウロ2世からカトリック浦和教区司教に任命され、同年9月15日に岡田武夫大司教の司式により、栃木県宇都宮市の宇都宮海星女子学院中学校・高等学校体育館で司教叙階式が行われた。2013年7月27日、教区長の退任願が教皇フランシスコにより受理されてカトリックさいたま教区長を退任。退任の理由に関しては、さいたま教区民に一切告知されておらず、いまだに明かされていない。教区長として、地区裁治権者としての司教職にありながら、説明責任も果たさず、退任を申し出たということに対し、「教会 突然の辞職が咎(とが)められない「教区長」の座の不思議 : 社会派リーダー・谷大二司教はなぜ消えたのか」という小論文が、雑誌『福音と社会』（2013年8月・カトリック社会問題研究所）に掲載された。無責任という声が、あるが、現在も退任理由を谷司教は回答していない。
教皇庁は、「退任」の申し出に間髪入れずに受理。そのため、憶測が憶測を生む結果を招いていると言われている。
岡田武夫・東京大司教が教区管理者に任命された。
教区長退任後は沖縄県に移り、2015年9月現在、カトリック那覇教区平和委員会を担当している

## 思想と行動
谷司教は司教叙階式で 「異国でつらい労働に従事する寄留者たち。異なる文化、言葉のなかに定住しようと悪戦苦闘している移住者たち。家庭、社会、地域などで性差別に苦しむ女性たち。家庭、社会の痛みの犠牲者として虐待されている子どもたちや青少年。病気や神経の衰弱に苦しむ障害者たち。日本の社会の偏見である部落差別に苦しむ人々。〈金がすべて〉という価値観が支配する社会の歯車にされて苦しむ企業戦士たち。人生の意味、目標を求めてさまよい、孤独に悩んでいる多くの人々。私たちはこのような人々と共に歩む教会として成長していきたいと願っています」と抱負を語った。
2011年1月には、過去に英国聖公会の司祭であり妻帯者であるヨハネ・ステファノ加藤智司祭を、小教区の主任司祭とならないという条件のもとに自分の教区に受け入れ、同年2月11日に司祭叙階式を行なった。加藤司祭はプロテスタント教会で洗礼を受け、日本とイギリスでイエズス会司祭から典礼教育を受けていたが、すでに妻帯者であったため聖公会の聖職者となった。その後、2005年に回心者としてカトリック教会の信徒の交わりに加わり、2006年にベネディクト16世の特別許可によってカトリック司祭の候補者と認められた後、イギリスで叙階の準備を進めてきたという。
福島第一原子力発電所事故後の2011年5月7日には、さいたま市のカトリック浦和教会（司教座聖堂）で、さいたま教区サポートセンター・カリタスさいたま・ロバの会（カトリック さいたま教区正義と平和協議会）主催による山下俊一の「本当に大丈夫？ 放射能 放射能について学ぼう ～山下俊一先生に聞く～」と題する講演が開かれ、谷は責任者として同名のパンフレットを6カ国語に翻訳して同教区から発行し、教区内や避難所等で配布された。

## 司教紋章
司教の紋章は五角形で、ペンテコステのイメージ。聖霊の導きに従って歩めるようにとの願いが込められている。ラテン語の5つのことばと帯の中のことばは、司教のモットーである「清い心 で主を呼び求める人々とともに、正義と信仰と希望と愛と平和を追い求めなさい」(二テモテ２・22)というパウロの勧めの言葉が配されている。

## 著作
- 谷 大二『移住者とともに生きる教会』女子パウロ会、2008年 ISBN 978-4789606509